# 1943 no cinema

## Principais filmes produzidos
- Above Suspicion, de Richard Thorpe, com Joan Crawford, Fred MacMurray e Conrad Veidt
- Amor de Perdição, de António Lopes Ribeiro
- Bitva za nashu Sovetskuyu Ukrainu, de Aleksandr Dovzhenko
- O Costa do Castelo, de Arthur Duarte, com António Silva, Maria Matos, Milú e Curado Ribeiro
- Five Graves to Cairo, de Billy Wilder, com Anne Baxter e Erich von Stroheim
- A Guy Named Joe, de Victor Fleming, com Spencer Tracy, Irene Dunne e Van Johnson
- Hangmen Also Die!, de Fritz Lang
- Heaven Can Wait, de Ernst Lubitsch, com Gene Tierney e Don Ameche
- The Life and Death of Colonel Blimp, de Michael Powell e Emeric Pressburger, com Deborah Kerr
- The More the Merrier, de George Stevens, com Jean Arthur e Joel McCrea
- Ossessione, de Luchino Visconti
- The Ox-Bow Incident, de William A. Wellman, com Henry Fonda, Dana Andrews e Anthony Quinn
- Sahara, de Zoltan Korda, com Humphrey Bogart
- Shadow of a Doubt, de Alfred Hitchcock, com Teresa Wright e Joseph Cotten
- The Song of Bernadette, de Henry King
- This Land Is Mine, de Jean Renoir, com Charles Laughton, Maureen O'Hara e George Sanders
- Vredens dag, de Carl Theodor Dreyer

## Nascimentos
| Data            | Nome                  | Profissão                                    | Nacionalidade     | Observações | Ref |
| --------------- | --------------------- | -------------------------------------------- | ----------------- | ----------- | --- |
| 22 de janeiro   | Marília Pêra          | atriz e diretora                             | Brasil            | m. 2015     |     |
| 24 de janeiro   | Sharon Tate           | atriz                                        | Estados Unidos    | m. 1969     |     |
| 5 de fevereiro  | Michael Mann          | cineasta                                     | Estados Unidos    |             |     |
| 9 de fevereiro  | Joe Pesci             | ator e comediante                            | Estados Unidos    |             |     |
| 10 de fevereiro | Florbela Queirós      | atriz                                        | Portugal          |             |     |
| 15 de março     | David Cronenberg      | cineasta                                     | Canadá            |             |     |
| 29 de março     | Eric Idle             | ator, comediante e guitarrista               | Inglaterra        |             |     |
| 29 de março     | Vangelis              | compositor musical para filmes               | Grécia            |             |     |
| 31 de março     | Christopher Walken    | ator                                         | Estados Unidos    |             |     |
| 9 de abril      | David Cardoso         | ator e produtor de cinema                    | Brasil            |             |     |
| 23 de abril     | Hervé Villechaize     | ator                                         | França            | m. 1993     |     |
| 28 de abril     | Jacques Dutronc       | ator                                         | França            |             |     |
| 5 de maio       | Michael Palin         | ator, comediante e apresentador de TV        | Inglaterra        |             |     |
| 7 de maio       | Donal McCann          | ator                                         | Irlanda           | m. 1999     |     |
| 9 de junho      | Solveig Nordlund      | realizadora                                  | Suécia / Portugal |             |     |
| 16 de junho     | Margarida Carpinteiro | atriz                                        | Portugal          |             |     |
| 26 de julho     | Peter Hyams           | realizador, diretor de fotografia e produtor | Estados Unidos    |             |     |
| 17 de agosto    | Robert De Niro        | ator                                         | Estados Unidos    |             |     |
| 2 de setembro   | José Álvaro Morais    | realizador                                   | Portugal          | m. 2004     |     |
| 1 de outubro    | Jean-Jacques Annaud   | realizador                                   | França            |             |     |
| 8 de outubro    | Chevy Chase           | ator e comediante                            | Estados Unidos    |             |     |
| 22 de outubro   | Catherine Deneuve     | atriz                                        | França            |             |     |
| 17 de novembro  | Lauren Hutton         | atriz e ex-supermodelo                       | Estados Unidos    |             |     |
| 30 de novembro  | Terrence Malick       | cineasta                                     | Estados Unidos    |             |     |
| 23 de dezembro  | Harry Shearer         | ator, comediante e dublador                  | Estados Unidos    |             |     |
| 25 de dezembro  | Hanna Schygulla       | atriz                                        | Alemanha          |             |     |
| 31 de dezembro  | Ben Kingsley          | actor                                        | Inglaterra        |             |     |

## Mortes
| Data           | Nome           | Profissão                                    | Nacionalidade          | Observações | Ref |
| -------------- | -------------- | -------------------------------------------- | ---------------------- | ----------- | --- |
| 5 de fevereiro | W. S. Van Dyke | realizador                                   | Estados Unidos         | n. 1889     |     |
| 3 de abril     | Conrad Veidt   | ator                                         | Alemanha / Reino Unido | n. 1893     |     |
| 24 de maio     | Batista Júnior | cantor, comediante, compositor e ventríloquo | Brasil                 | n. 1894     |     |